# 索尼α7c
索尼α7c（型号ILCE-7C）是索尼制造的全画幅无反光镜可换镜头相机。 它于2020年9月15日宣布为索尼 α 系列的新成员，被索尼描述为“目前最小最轻的全画幅相机”。a7c只有電子前簾而無實際機械前簾。最高機械快門速度為1/4000秒。
World's smallest and lightest full-frame camera——Sony Electronics

## 产品特点
- 24.2 MP 全画幅 BSI CMOS 传感器
- 693 个相位检测自动对焦点和 425 个对比自动对焦点，覆盖率达 93%
- 连续眼睛自动对焦模式称为 Eye AF，具有高跟踪能力
- 具有 5 轴光学机内图像稳定
- 10 fps 连拍（机械或静音）
- 多种 4K (3840x2160) 视频模式：从 6K 传感器输出过采样的 4K/24p，或从传感器的 5K 裁剪部分过采样的 4K/30p
- 15 档动态范围
- 120 fps 的全高清 (1920x1080) 视频
- 额定拍摄 740 次（CIPA 测量） - 提供目前无反光镜相机中最长的电池寿命
- 单 SD 卡插槽、SuperSpeed USB (USB 3.1 Gen 1) USB Type-C 终端
- ISO 范围从 100 到 51,200（可扩展至 204,800）
- 防尘防溅、镁合金机身
- 无内置闪光灯
- 236 万点 OLED 取景器，放大倍率 0.59 倍
- 支持 4 种不同的视频文件格式（XAVC S 4K、XAVC S HD 或 AVCHD）

## 另見
- 索尼α
- 索尼α7III